# Тампон зона
Тампон зона представља зоналну област која лежи између још две друге зоне (често, али не и искључиво, држава) могу се јавити различите врсте тампон зоне, разлог томе може бити потреба да се рездвоје региони или да се повежу са њима. Заједничке врсте зона за заштиту су демилитаризоване зоне, граничне зоне и одређене зоне рестриктивне безбедности и зелени појасеви. Такве зоне могу бити понекад, али не и нужно, састављене од суверене државе, формирајући тампон државе.
Тампо зоне имају различите сврхе, политичке или друге. Могу се поставити како би се спречило насиље, заштитила животна средина, заштитиле стамбене и комерцијалне зоне од индустријских несрећа или природних катастрофа, као заштитне заоне за смештај људи из угрожених подручја где би се могли склотнити тј. побећи на сигурно место и спасити се од заробљавања и њиховог узимања за таоце а могу се користити и за неке друге потебе. Тампон зоне често доводе до стварања великих ненасељених региона који су и саме веома важне за због својих природних ресурса, географског положаја и политичких интереса земаља које се око у многим деловима света.

## Конвенција
Ради заштите природе, често се стварају тампон зоне да би се побољшала заштита подручја како би се обезбедила заштита постојећег биодиверзитета. Тампон зона заштићених подручја може се налазити на периферији заштићене области или може бити везана за зону унутар заштићеног подручја која повезује два или више заштићених подручја, и тиме повећава динамику и делотворност њихове заштите. Тампон зона такође може бити једна од категорија заштићених подручја (нпр. Категорија 5 или 6 категорије подручја заштићеног по IUCN-а) или класификациону шему (нпр. NATURA 2000) у зависности од циља очувања. Израз "тампон зона" је од самог почетка постао значајан за очување природног и културног наслеђа кроз његово коришћење у успостављању УНЕСКО-ове Конвенције о свјетској баштини, а намера је била да се израз користи на следећи начин:
| „ | Тампон зона служи како би се обезбедио додатни ниво заштите Светске културне баштине. Концепт тампон зоне је први пут укључен у Оперативне смернице за примену Конвенције о светској баштини 1977. У најновијој верзији Оперативног водича из 2005. године препоручује се укључивање тампон-зоне у номинацију за локацију на листи светске баштине, која је необавезног карактера. | ” |

—Конвенција о Светској културној баштини
Тампон зона има за циљ да спречи ефекат негативних утицаја на животну средину или људска бића, без обзира да ли она у себи оличава велику природну или културну вредност. Важност и функција тампон зоне и неопходних заштитних мера које се добијају од ње је релативно нов концепт у конвенционалној науци и може се значајно разликовати за сваку локацију.